# Neotanypeza leucothrix
Neotanypeza leucothrix is een vliegensoort uit de familie van de langpootvliegen (Tanypezidae). De wetenschappelijke naam van de soort is voor het eerst geldig gepubliceerd in 2013 door Owen Lonsdale.